# Trypostega
Trypostega is een geslacht van mosdiertjes uit de  familie van de Trypostegidae. De wetenschappelijke naam ervan is in 1909 voor het eerst geldig gepubliceerd door Levinsen.

## Soort
- Trypostega claviculata (Hincks, 1884)
- Trypostega dorothysouleae Tilbrook, 2006
- Trypostega henrychaneyi Tilbrook, 2006
- Trypostega ilhabelae Winston & Vieira, 2013
- Trypostega johnsoulei Tilbrook, 2006
- Trypostega maculata Tilbrook, Hayward & Gordon, 2001
- Trypostega pusilla (Canu & Bassler, 1929)
- Trypostega richardi Boonzaaier-Davids, Florence & Gibbons, 2020
- Trypostega striatula (Smitt, 1873)
- Trypostega tropicalis Winston, Vieira & Woollacott, 2014
- Trypostega venusta (Norman, 1864)